# Buffalo Fork (Snake River)
Der Buffalo Fork ist ein etwa 43 km langer, linker Nebenfluss des Snake River im Westen des US-Bundesstaates Wyoming.

## Verlauf
Der Buffalo Fork entsteht durch den Zusammenfluss seiner beiden Quellflüsse North Buffalo Fork und South Buffalo Fork in den westlichen Absaroka Mountains im Teton County auf einer Höhe von 2162 m, etwa 25 km östlich von Moran und 55 km nordwestlich von Dubois. Der Fluss verläuft von dort durch den Bridger-Teton National Forest in westliche Richtung und fließt in teils großen Flussschlingen durch die Turpin Meadows. Südlich des Burro Hill fließt mit dem Blackrock Creek von links der nach den Quellflüssen größte Zufluss hinzu, bevor der Buffalo Creek den Grand-Teton-Nationalpark erreicht und kurz darauf den von Moran über den Togwotee Pass ins Wind River Basin verlaufenden U.S. Highway 26/287 unterquert. Nach rund 43 km mündet er in Moran unweit der Kreuzung von U.S. Highway 26/287 und U.S. Highway 89/191 im nördlichsten Teil des Tals Jackson Hole auf einer Höhe von 2049 m in den hier nach Südwesten verlaufenden Snake River. Der Fluss ist als National Wild and Scenic River ausgewiesen.

## Quellflüsse
Der North Buffalo Fork entspringt inmitten der westlichen Absaroka Mountains unmittelbar an der kontinentalen Wasserscheide im nördlichsten Fremont County auf einer Höhe von rund 3205 m. Von dort fließt er in westliche Richtung durch die Teton Wilderness des Bridger-Teton National Forest und erreicht nach wenigen Kilometern das Teton County. Der North Buffalo Fork fällt über die North Fork Falls hinab und wendet sich bald nach Süden, wo er in mäandrierendem Verlauf durch die North Fork Meadows fließt. Weiter südlich erhält er mit dem Soda Fork von links seinen größten Zufluss und durchfließt die Soda Fork Meadows. Nach etwa 41 km fließt er auf einer Höhe von 2162 m südwestlich des Terrace Mountain mit dem South Buffalo Fork zum nur unwesentlich kürzeren Buffalo Fork zusammen. Der Continental Divide Trail folgt dem North Buffalo Fork für etwa 10 km. Das Einzugsgebiet des North Buffalo Fork umfasst ein Areal von 220 km². Der Fluss ist als National Wild and Scenic River ausgewiesen.

Der South Buffalo Fork entspringt inmitten der südlichen Absaroka Mountains unmittelbar an der kontinentalen Wasserscheide im nördlichsten Fremont County auf einer Höhe von rund 3220 m. Von dort fließt er in grundsätzlich westliche Richtung und erhält westlich des Pendergraft Peak die Pendergraft Meadows. Im weiteren Verlauf durch die Teton Wilderness des Bridger-Teton National Forest erreicht der South Buffalo Fork das Teton County und fällt über die South Fork Falls hinab. Südwestlich des Smokehouse Mountain wird der Fluss vom Continental Divide Trail überquert und erhält mit dem Cub Creek von links seinen längsten Zufluss. Weiter westlich fließt der South Buffalo Creek in mäandrierendem Verlauf durch die Terrace Meadows und durchfließt die als Bear Cub Pass bekannte Schlucht zwischen Angle Mountain im Süden und Terrace Mountain im Norden. Nach etwa 43 km fließt er auf einer Höhe von 2162 m südwestlich des Terrace Mountain mit dem South Buffalo Fork zum etwa gleich langen Buffalo Fork zusammen. Das Einzugsgebiet des South Buffalo Fork umfasst ein Areal von 350 km². Der Fluss ist als National Wild and Scenic River ausgewiesen.

## Hydrologie
Der Buffalo Fork ist als Nebenfluss des Snake River Teil des Einzugsgebietes des Columbia River, der in den Pazifischen Ozean entwässert. Das Einzugsgebiet des Buffalo Fork umfasst ein Gebiet von etwa 991 km² und grenzt an die Einzugsgebiete von Atlantic Creek im Norden, Yellowstone River im Nordosten, South Fork Shoshone River im Osten, Du Noir Creek im Südosten, Wind River und Fish Creek im Süden, Spread Creek im Südwesten sowie Pacific Creek im Nordwesten.  Der mittlere Abfluss am Pegel oberhalb der Mündung beträgt 16,93 m³/s, was einer hohen Abflussspende von 17,7 l/(s·km²) entspricht. Die größten Abflüsse finden sich in den Monaten Mai, Juni und Juli. Damit ist der Buffalo Fork nach Salt River, Hoback River und Greys River der viertwasserreichste Zufluss des Snake River an dessen Oberlauf in Wyoming.

## Belege
1. 1 2 3 4  Buffalo Fork (Snake River). In: Geographic Names Information System. United States Geological Survey, United States Department of the Interior (englisch).
2. ↑  North Buffalo Fork. In: Geographic Names Information System. United States Geological Survey, United States Department of the Interior (englisch).
3. ↑  South Buffalo Fork. In: Geographic Names Information System. United States Geological Survey, United States Department of the Interior (englisch).
4. ↑  USGS 13012000 BUFFALO FORK NEAR MORAN, WY. Abgerufen am 26. Juni 2025.